# نيري لييس
نيري لييس (بالإسبانية: Nery Leyes) (5 سبتمبر 1989 بمحافظة تييرا ديل فويغو في الأرجنتين - ) هو لاعب كرة قدم أرجنتيني في مركز الدفاع.

## وصلات خارجية
- نيري لييس على موقع قاعدة بيانات كرة القدم.إي يو (الإنجليزية)
- نيري لييس على موقع Soccerway.com (الإنجليزية)